# 無斑斜紋蟹
無斑斜紋蟹（学名：Plagusia immaculata）为斜紋蟹科斜紋蟹屬下的一个种。